# Iolella laciniata
Iolella laciniata là một loài chân đều trong họ Janiridae. Loài này được Sars miêu tả khoa học năm 1872.